# Platja de la Punta de Santa Anna
La platja de la Punta de Santa Anna, o platja de Santa Anna, anomenada també platja dels Capellans, és una platja del municipi de Blanes (la Selva), situada entre un espigó del port de Blanes i la punta de Santa Anna, davant de la Roca dels Capellans. Té una longitud de 67 m i una amplada mitjana de 12 m, formada per grava i roques, i té un pendent d'entrada a l'aigua pronunciat. S'hi pot accedir des del port de Blanes.
Aquesta platja és ideal per al busseig, les empreses de submarinisme hi acostumen a fer cursos d'iniciació.